# Куп Кеније
Куп Кеније (енгл. Kenya Cup) је први ниво клупског рагби 15 такмичења у Кенији.

## О такмичењу
Рагби је популаран у Кенији. Тамо има преко 40 000 рагбиста. Кенија је добра у рагбију 7. Утакмице Купа Кеније се играју суботом поподне. После лигашког дела, 6 најбоље пласираних клубова иде у плеј оф. 
Клубови учесници
Прва дивизија
'Група А'
- РФК Кабрас шугар
- РФК КЦБ
- РФК Мин машин
- РФК Мвамба
- РФК Накуру
- РФК Вестерн булси

'Група Б'
- РФК Блек блед
- РФК Хоумбојс
- Импала сараценси
- ФК Кенија харлеквинси
- РФК Нондескриптс
- Страмор Леос

Друга дивизија
'Група А'
- Католички универзитет
- Технолошки универзитет
- Методистички универзитет
- РФК Момбаса
- РК Саут коуст пирати
- РФК Тика

'Група Б'
- РФК Бунгома
- РФК Киси
- РФК Кисуму
- Универзитет Моји
- Универзитет Елдорет
- Амерички универзитет

## Историја
Листа освајача
- 1970. Импала
- 1971. Импала
- 1972. Импала
- 1973. Импала
- 1974. Импала
- 1975. Импала
- 1976. Кенија харлеквинси
- 1977. Мин машин
- 1978. Нондескриптс
- 1979. Нондескриптс
- 1980. Нондескриптс
- 1981. Нондескриптс
- 1982. Нондескриптс
- 1983. Лондијани
- 1984. Нондескриптс
- 1985. Накуру
- 1986. Нондескриптс
- 1987. Барклајс бенк
- 1988. Нондескриптс
- 1989. Мин машин
- 1990. Мин машин
- 1991. Нондескриптс
- 1992. Нондескриптс
- 1993. Нондескриптс
- 1994. Нондескриптс
- 1995. Кенија харлеквинси
- 1996. Кенија харлеквинси
- 1997. Нондескриптс
- 1998. Нондескриптс
- 1999. Кенија харлеквинси
- 2000. Импала
- 2001. Импала
- 2002. Импала
- 2003. Кенија харлеквинси
- 2004. Импала
- 2005. Кенија комерцијална банка
- 2006. Кенија комерцијална банка
- 2007. Кенија комерцијална банка
- 2008. Кенија харлеквинси
- 2009. Импала
- 2010. Кенија харлеквинси
- 2011. Кенија харлеквинси
- 2012. Кенија харлеквинси
- 2013. Накуру
- 2014. Накуру
- 2015. Кенија комерцијална банка
- 2016. Кабрас шугар
- 2017. Кенија комерцијална банка

| Клуб                      | Победник Купа | Године                                                                                                |
| ------------------------- | ------------- | --- |
| Нондескриптс              | 17            | 1975. 1976. 1978. 1979. 1980. 1981. 1982. 1983. 1984. 1986. 1988. 1991. 1992. 1993. 1994. 1997. 1998. |
| Импала                    | 10            | 1970. 1971. 1972. 1973. 1974. 2000. 2001. 2002. 2004. 2009.                                           |
| Кенија харлеквинси        | 8             | 1995. 1996. 1999. 2003. 2008. 2010. 2011. 2012.                                                       |
| Кенија комерцијална банка | 4             | 2005. 2006. 2007. 2015.                                                                               |
| Мин машин                 | 3             | 1977. 1989. 1990.                                                                                     |
| Накуру                    | 2             | 2013. 2014.                                                                                           |
| Мвамба                    | 1             | 1985.                                                                                                 |
| Барклајс банка            | 1             | 1987.                                                                                                 |
| Кабрас шугар              | 1             | 2016.                                                                                                 |